# アントニオ・カンピ
アントニオ・カンピ（Antonio Campi、1522年頃または1524年生まれ、1587年没）は、イタリアの画家である。

## 略歴
クレモナで生まれた。父親のガレアッツォ・カンピ（Galeazzo Campi: 1470年代後半生まれ–1536年没）はフェラーラ派の画家ボッカチオ・ボッカチーノに学んだ画家で、兄のジュリオ・カンピ（Giulio Campi: C1502-1572)と弟のヴィンチェンツォ・カンピ（Vincenzo Campi、1530年前半生まれ–1591年没) も画家になった。
おそらく兄のジュリオ・カンピから絵を学び、1546年には、クレモナのサンティラーリオ教会(chiesa di Sant'Ilario)の祭壇画を制作している。ジュリオ・ロマーノやパルミジャニーノの影響が見られる。1549年には兄のジュリオとともにブレシアのロッジア宮殿の装飾画を描き、1550年にはトッレ・パッラヴィチーナのパッラヴィチーノ宮殿(palazzo Pallavicino)の装飾画を描いた。
この頃、初めてミラノに初めて滞在し、ミラノではサン・パオロ・コンベルソ教会(Chiesa di San Paolo Converso)の壁画やサンタ・マリア・プレッソ・サン・セルソ教会(Chiesa di Santa Maria presso San Celso)の祭壇画を描いた。
クレモナに戻り、1566年にサン・シジスモンド教会のための宗教画を描いた。
明暗を強調して劇的な効果をあげる「キアロスクーロ」の技法は16世紀末から17世紀の初頭にカラヴァッジオ(1571-1610)が用いて、多くの画家に影響を与えたが、アントニオ・カンピはカラヴァッジオより前の世代の画家であるが、同様の明暗を強調したスタイルが見られる。

## 作品

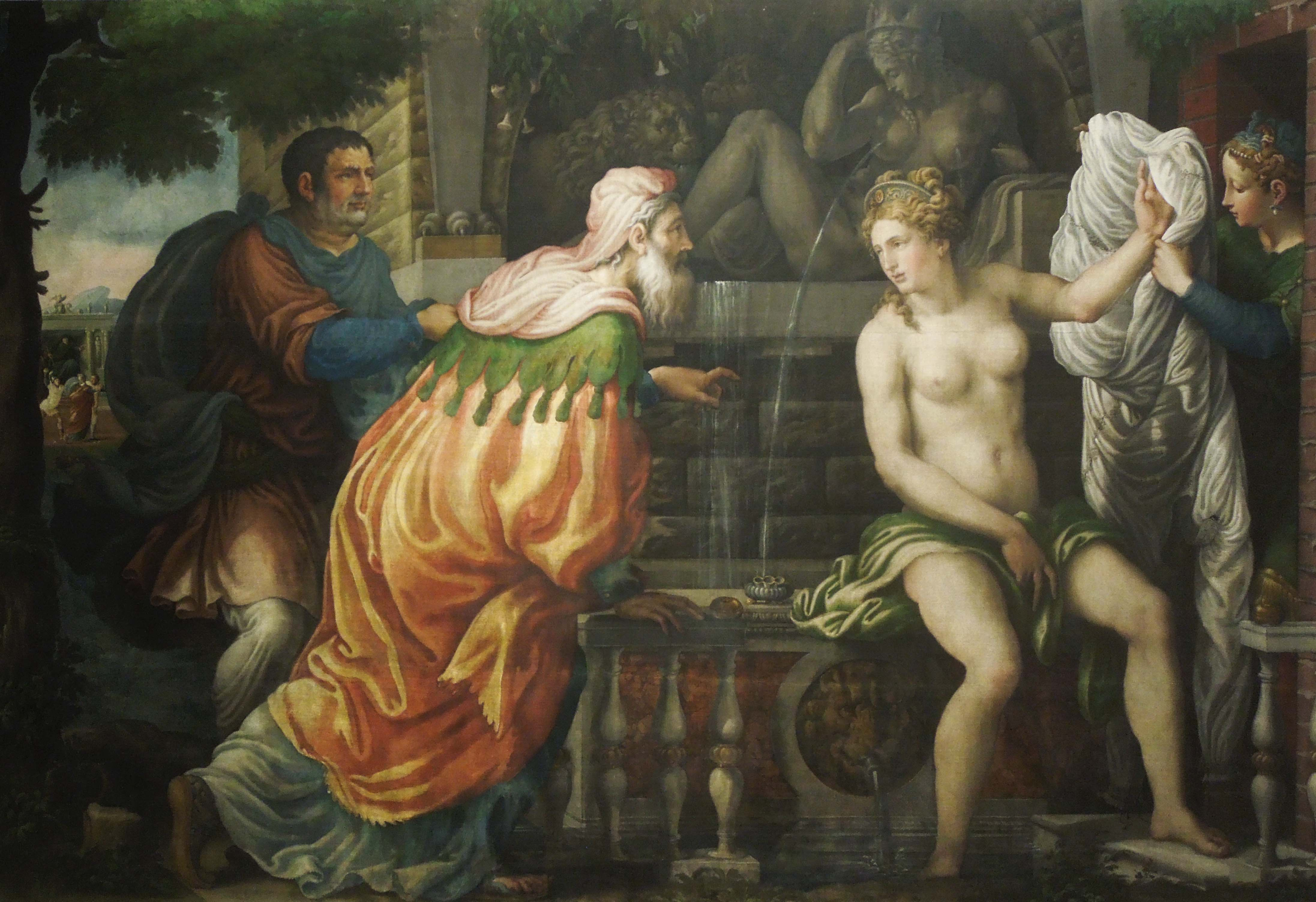
「スザンナと長老たち」(1549/1550) ブレシアの美術館
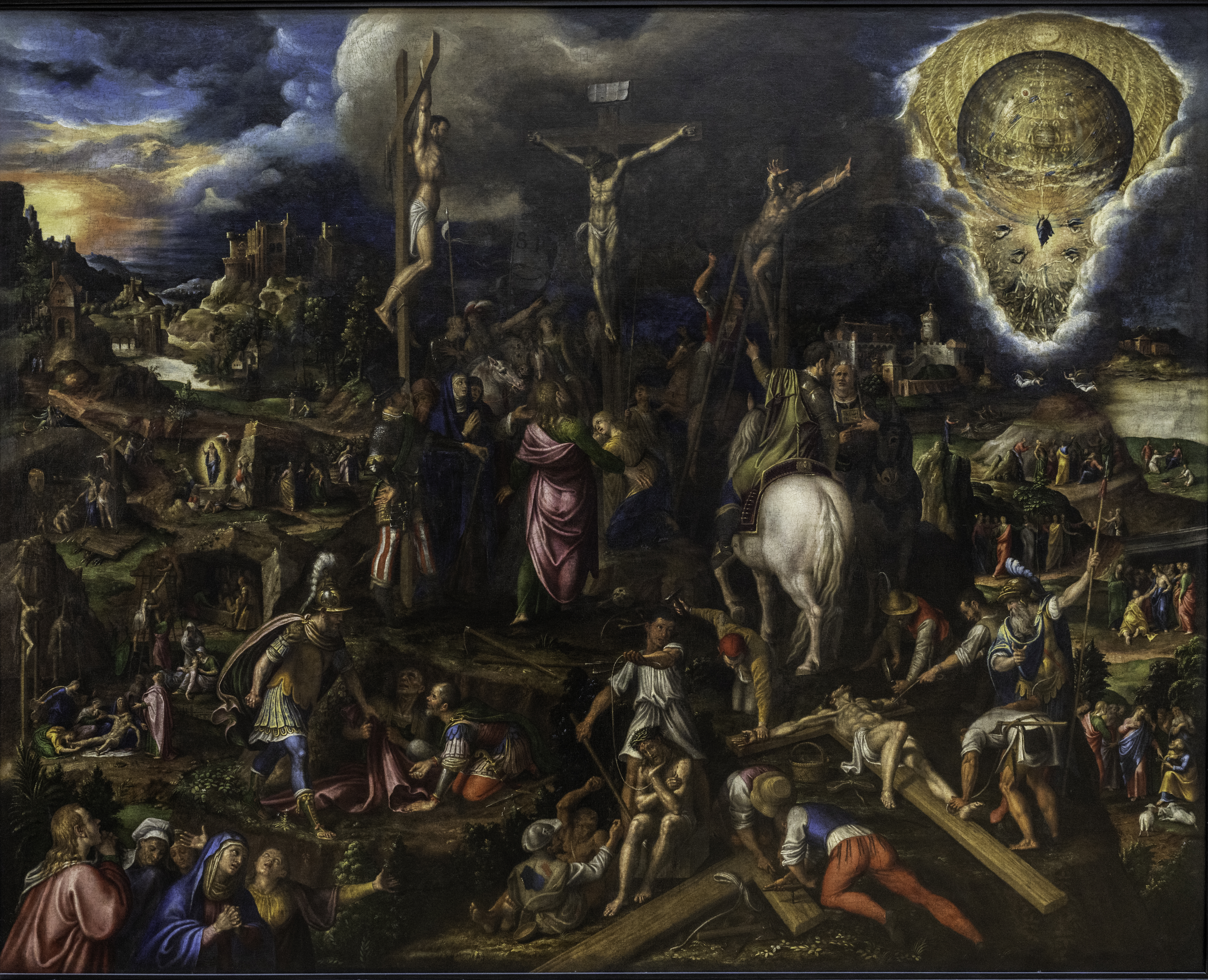
"Les Mystères de la Passion du Christ"(1569) ルーブル美術館
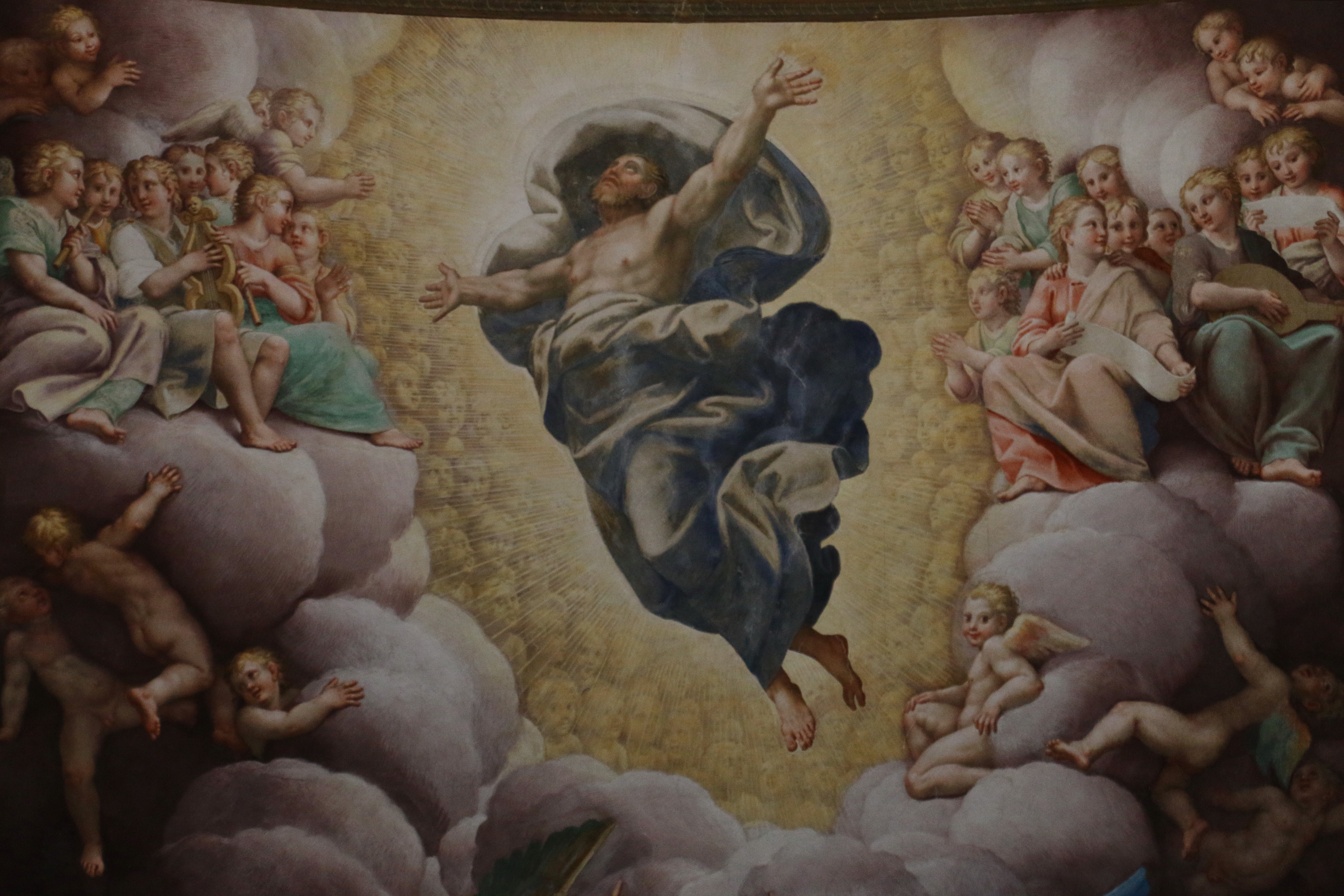
クレモナのサン・シジスモンド教会装飾画

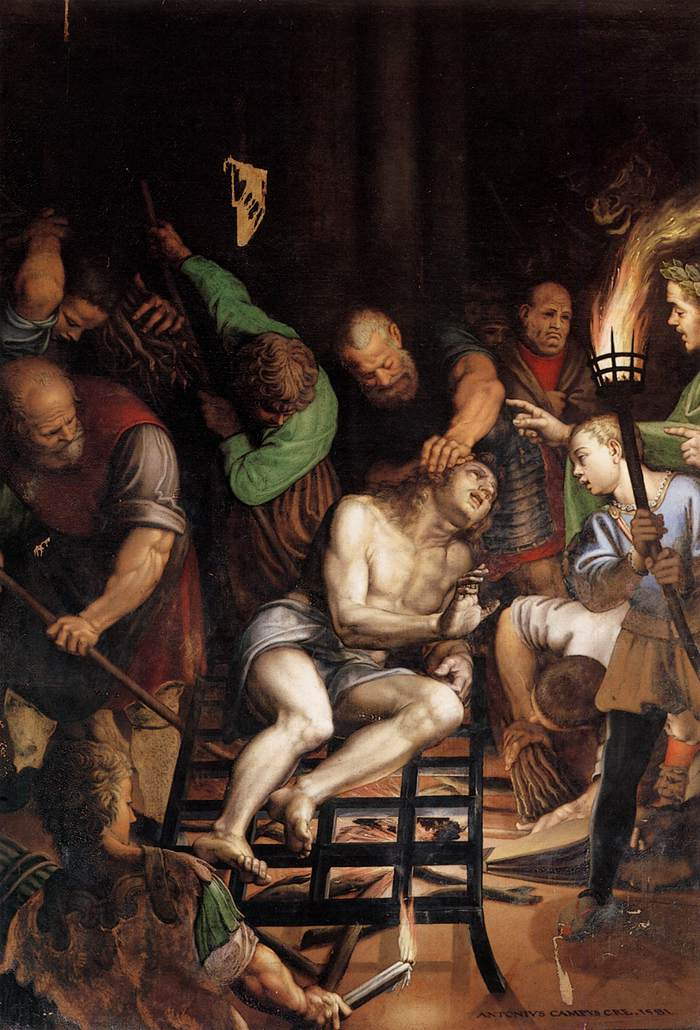
聖ローレンスの殉教 (1581) San Paolo Converso
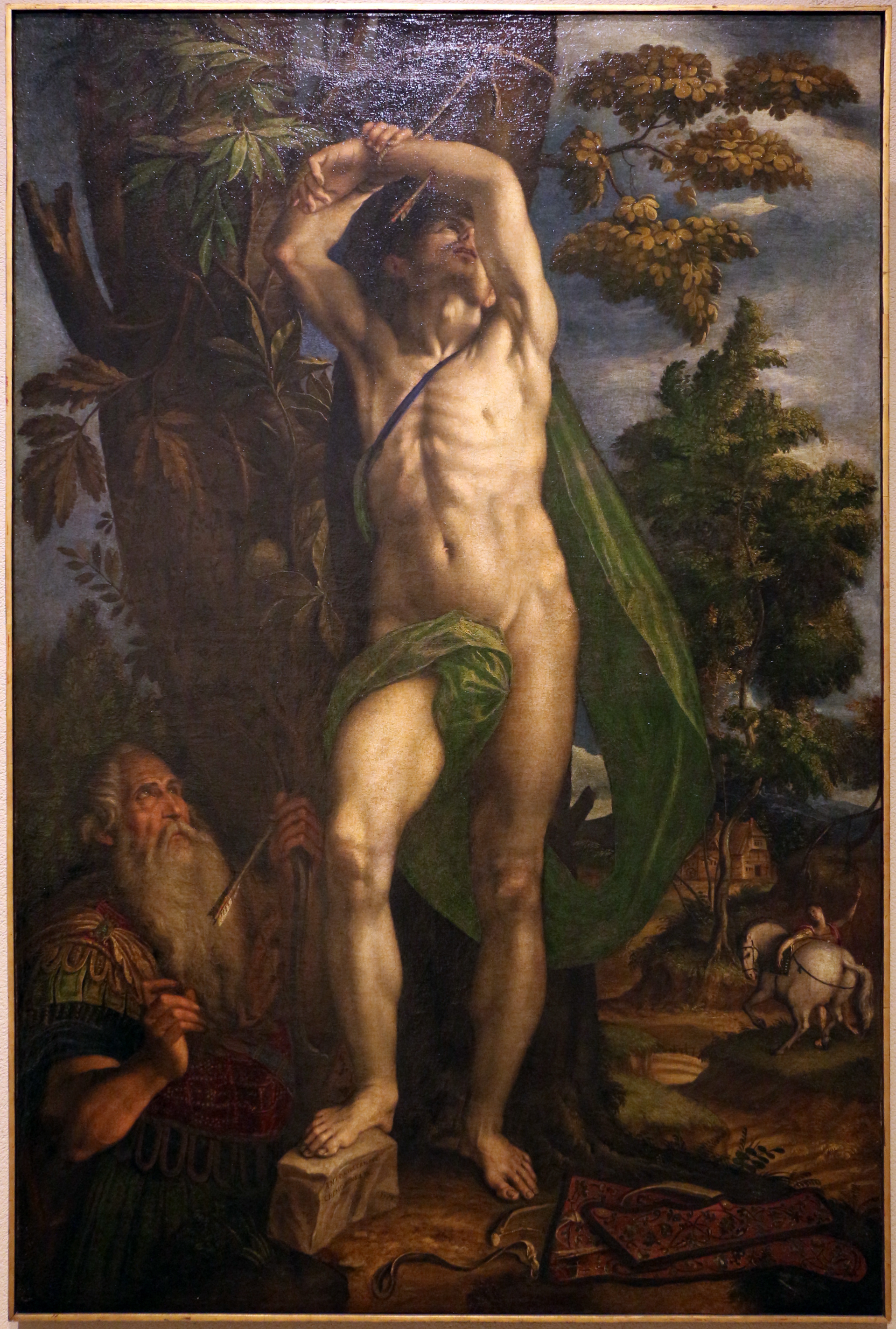
聖セバスチャンの殉教 Pinacoteca del Castello Sforzesco
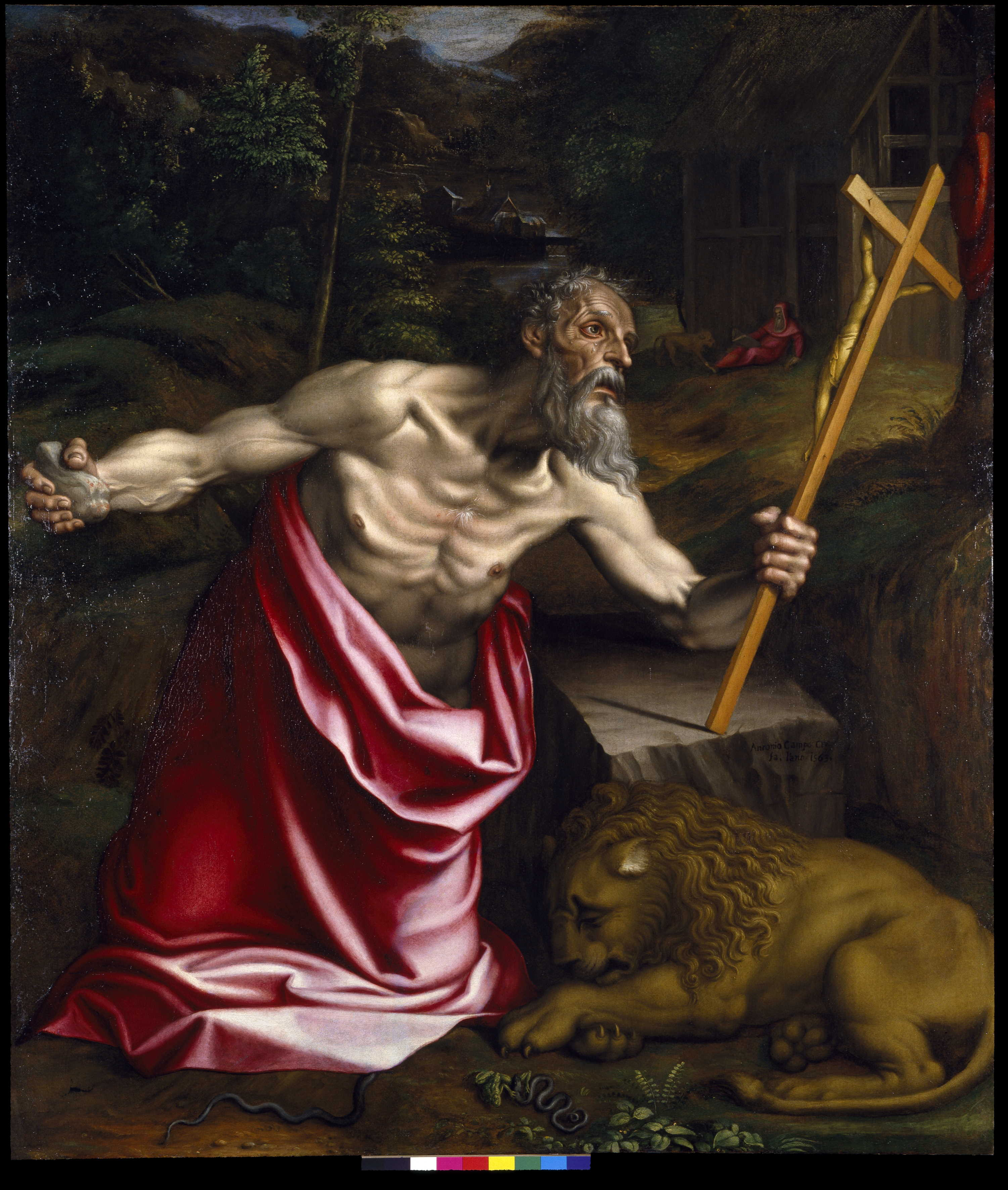
聖ヒエロニムス (1563)
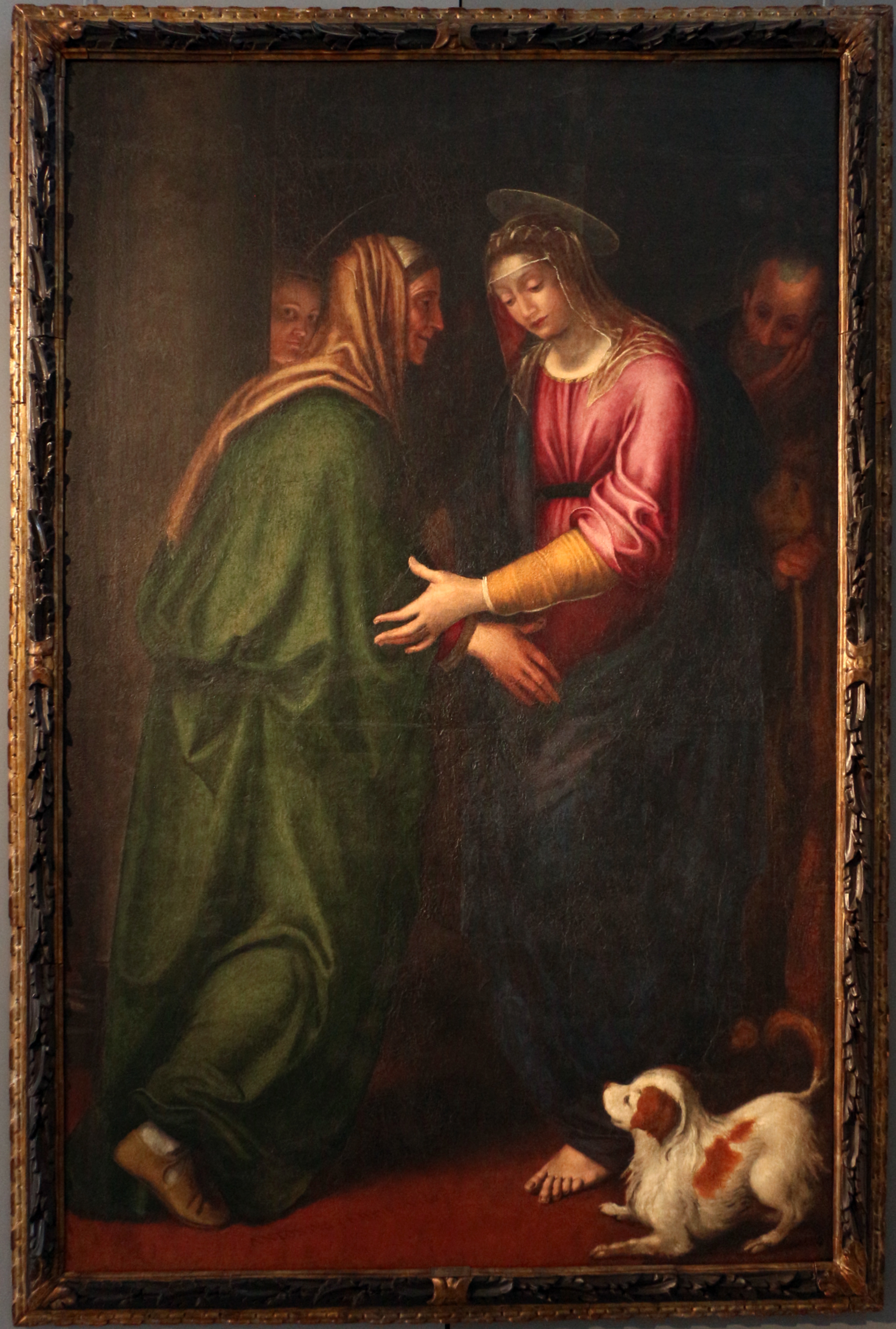
聖母のエリザベト訪問